# Can Coloma (Vilanova i la Geltrú)
Can Coloma és un edifici del municipi de Vilanova i la Geltrú (Garraf) protegit com a bé cultural d'interès local.

## Descripció
Edifici entre mitgeres, situat en cantonada. Consta de planta baixa i dos pisos. Té quatre crugies a la façana principal i cinc a la lateral. Les façanes presenten, a la planta baixa, portals allindanats molt modificats i un d'arc rebaixat, que dona al vestíbul d'accés. Els balcons de dimensions decreixents en alçaria, són allindanats. A l'angle de la primera planta hi ha un balcó fent cantonada.
La façana principal té, a la part superior, ulls de bou i ràfec. La façana lateral, en canvi, té una barana de terrat. Encara es conserven petits fragments dels esgrafiats que decoraven les façanes, de motius florals i geomètrics. Sota els balcons hi ha rajola verda i blanca, de vela. És també remarcable el treball de forja de les baranes dels balcons i del drac de la cantonada.
A l'interior es conserven pintures als sostres que daten del segle xviii.
Hi ha una capella al pati posterior dedicada a la Resurrecció de Crist i on s'hi venera també santa Engràcia.

## Història
Aquest edifici forma part d'un conjunt de quatre que fan cantonada entre els carrers del Comerç i Sant Pere. Tots presenten com a característica comuna els balcons cantoners a la planta principal i uns dracs i escuts de ferro forjat amb les dates del 1774, 1793, 1774 i 1787. Can Coloma porta la data de 1774, possiblement de la reforma de les cases d'aquest sector.